# Werauhia ringens
Espèce
Werauhia ringens est une espèce de plantes à fleurs de la famille des Bromeliaceae. Son aire de répartition naturelle s'étend de l'Amérique centrale à l'Équateur et aux Caraïbes. C'est une épiphyte qui pousse principalement dans le biome tropical humide.

## Description
Werauhia ringens est une espèce épiphyte. Les feuilles sont bien vertes, linéaires, aiguës ou accuminées. L'apex est souvent recourbé. Le scape est dressé ou étalé. L'inflorescence est ramifiée, rarement simple, avec des branches ayant peu de fleurs qui sont relativement espacées.

## Répartition et habitat
Werauhia ringens est présente en Amérique centrale, dans le Nord de l'Amérique du Sud, dans les grandes Antilles et les Petites Antilles (Saba, Saint Eustache, Montserrat, Guadeloupe, Dominique, Martinique, Sainte Lucie, Saint Vincent et Grenade). On la trouve dans les forêts mésophiles et hygrophiles.

## Dénomination
Ce taxon porte en français les nom vernaculaire ou normalisé suivant : Ananas bois.[réf. nécessaire]

## Systématique
Le nom correct complet (avec auteur) de ce taxon est Werauhia ringens (Griseb.) J.R.Grant (d).
L'espèce a été initialement classée dans le genre Tillandsia sous le basionyme Tillandsia ringens Griseb..
Werauhia ringens a pour synonymes :
- Tillandsia chagresiana Baker
- Tillandsia ringens Griseb.
- Tillandsia veitchii Baker
- Vriesea guadalupensis
- Vriesea ringens (Griseb.) Harms
- Vriesea veitchii É.Morren ex Baker
- Vriesea veitchii É.Morren, 1889

### Étymologie
Le nom de genre Werauhia est dédié au botaniste allemand Werner Rauh (1913-2000).
Son épithète spécifique, ringens, participe présent du verbe latin ringor, « grogner en montrant les dents », lui a été donné en référence à son aspect recourbé qui fait penser à la gueule d'un chien. 